# U 161 (U-Boot, 1941)
U 161 war ein deutsches U-Boot vom Typ IX C, das im Zweiten Weltkrieg von der deutschen Kriegsmarine eingesetzt wurde.

## Technik und Geschichte
U 161 war ein Tauchboot für ozeanische Verwendung. Es war ein U-Boot vom Zweihüllentyp und hatte eine Wasserverdrängung von 1.120 t über und 1.232 t unter Wasser. Es hatte eine Länge von 76,76 m, eine Breite von 6,76 m und einen Tiefgang von 4,70 m. Mit den beiden 2.200 PS MAN-Neunzylinder-Viertakt-Dieselmotoren M 9 V 40/46 mit Aufladung konnte über Wasser eine Höchstgeschwindigkeit von 18,3 kn erreicht werden. Bei 10 Knoten Fahrt konnten 12.000 Seemeilen zurückgelegt werden. Die beiden 500 PS leistenden SSM-Doppel-E-Maschinen GU 345/34 bezogen ihre Energie aus 62 × 62 Akku-Zellen AFA Typ 44 MAL 740 W. Unter Wasser konnte eine Höchstgeschwindigkeit von 7,3 kn erreicht werden. Bei 4 kn Fahrt konnte eine Strecke von 64 Seemeilen zurückgelegt werden. Aus vier Bug- und zwei Hecktorpedorohren konnten 22 Torpedos oder bis zu 44 TMA oder 66 TMB-Minen ausgestoßen werden. Die Tauchtiefe betrug 100 bis 200 m. Die Schnelltauchzeit betrug 35 Sekunden. Das U-Boot war mit einem 10,5-cm-Utof-L/45-Geschütz mit 180 Schuss, einer 3,7-cm-FlaK mit 2.625 Schuss sowie einem 2-cm-Fla-Geschütz mit 4.250 Schuss bewaffnet. Nach dem Ausbau der 10,5-cm-Kanone erfolgte 1943/44 der Einbau von vier 2-cm-Zwillings-Fla-Geschützen mit 8.500 Schuss. Die Besatzungsstärke konnte aus vier Offizieren und 44 Mannschaften bestehen. Die Kosten für den Bau betrugen 6.448.000 Reichsmark.
Der Auftrag für das Boot wurde am 25. September 1939 an die Seebeckwerft, Geestemünde vergeben. Die Kiellegung erfolgte am 26. März 1940, der Stapellauf am 1. März 1941, die Indienststellung unter Kapitänleutnant Hans-Ludwig Witt fand schließlich am 8. Juli 1941 statt.
U 161 gehörte vom 8. Juli bis zum 31. Dezember 1941 als Ausbildungsboot der 4. U-Flottille in Stettin und vom 1. Februar 1942 bis zu seiner Versenkung am 27. September 1943 als Frontboot der 2. U-Flottille in Lorient an.
Es absolvierte sechs Feindfahrten, auf denen es 15 Schiffe mit 65.293 BRT versenken und sechs Schiffe mit 41.122 BRT beschädigen konnte. U 161 wurde am 27. September 1943 vor Brasilien durch amerikanische Luftstreitkräfte versenkt. Es gab keine Überlebenden.

## Einsatzstatistik

### Erste Unternehmung
Das Boot lief am 3. Januar 1942 um 12:00 Uhr von Kiel aus. U 161 operierte bei der Überführungsfahrt nach Frankreich im Nordatlantik.
Nach 13 Tagen und einer zurückgelegten Strecke von 2.189 Seemeilen über und 196,2 Seemeilen unter Wasser, lief U 161 am 15. Januar 1942 um 17:50 Uhr in Lorient ein. Auf dieser Unternehmung wurden keine Schiffe versenkt oder beschädigt.

### Zweite Unternehmung
Das Boot lief am 24. Januar 1942 um 12:05 Uhr von Lorient aus. U 161 operierte im Westatlantik, der Karibik, vor Trinidad und Santa Lucia.
- Am 19. Februar 1942 feuerte das Boot zwei Torpedos auf die Reede von Port of Spain, dabei wurden zwei Dampfer versenkt, die später wieder gehoben und repariert wurden. Der US-amerikanische Dampfer Mokihana mit 7.460 BRT wurde durch einen Torpedo getroffen. Das Schiff war gerade dabei, seine Ladung von Stückgut zu löschen. Das zweite Schiff war der britische Tanker British Consul mit 6.940 BRT. Das Schiff hatte Treiböl geladen; es wurde ebenfalls von einem Torpedo getroffen und ging in Flammen auf.
- Am 22. Februar 1942 wurde in der Karibik 20 Seemeilen westnordwestlich von Port of Spain der britischen Tanker Circe Shell (Lage) mit 8.207 BRT durch fünf Torpedos (zwei Fehlschüsse) versenkt. Das Schiff fuhr in Ballast und war auf dem Weg von Glasgow nach Trinidad. Es kam ein Mann ums Leben, 57 Mann wurden gerettet. Das Schiff gehörte zum aufgelösten Konvoi ON-60 mit 45 Schiffen.
- Am 23. Februar 1942 wurde in der Karibik der US-amerikanische Dampfer Lihue mit 7.001 BRT durch drei Torpedos (ein Fehlschuss) und Artillerie versenkt. Das Schiff hatte 5.000 t Stückgut geladen und befand sich auf dem Weg von New York nach Trinidad. Es gab keine Verluste. Die Lihue war ein mit einer 3-Zoll-Kanone, vier .50-cal- sowie zwei .30-cal-Maschinengewehren bewaffnetes Handelsschiff.
- Am 7. März 1942 wurde in der Karibik 20 Meilen westlich der St. Vincent-Passage der kanadische Tanker Uniwaleco (Lage) mit 9.755 BRT durch drei Torpedos versenkt. Das Schiff hatte 8.800 t Dieselöl geladen und befand sich auf dem Weg von Curacao über Trinidad nach Freetown. Es gab 13 Tote und 38 Überlebende zu beklagen.
- Am 10. März 1942 versenkte U 161 im Hafen von Castries auf Santa Lucia zwei Schiffe, die dort vor Anker lagen. Durch zwei Torpedos (ein Fehlschuss) wurde der britischen Dampfer Umtata mit 8.141 BRT versenkt. Das Schiff hatte 33 Passagiere sowie Chromerz, Asbest und Fleisch an Bord und befand sich auf dem Weg von Durban nach New York. Es gab vier Tote und 173 Überlebende. Das Schiff wurde später gehoben und repariert; es wurde am 7. Juli 1942 von U 571 erneut versenkt. Das zweite Schiff war der kanadischen Dampfer Lady Nelson mit 7.970 BRT. Das Schiff hatte 110 Passagiere und Hafenarbeiter sowie Stückgut und Lebensmittel an Bord. Es gab 25 Tote und 210 Überlebende. Auch dieses Schiff wurde später gehoben und repariert.
- Am 14. März 1942 wurde in der Karibik 200 Meilen westlich von Guadeloupe der kanadische Dampfer Sarnidoc mit 1.940 BRT durch einen Torpedo versenkt. Das Schiff fuhr in Ballast und war auf dem Weg von Georgetown nach Saint Thomas. Es war ein Totalverlust mit 19 Toten.
- Am 15. März 1942 wurde in der Karibik südlich von Haiti der US-amerikanischen Leuchtturmtender USS Acacia (W 200) mit 1.130 t durch Artilleriebeschuss versenkt. Dabei wurden 68 Schuss aus der 10,5-cm-, 92 Schuss aus der 3,7-cm- und 70 Schuss aus der 2-cm-Kanone abgegeben. Die USS Acacia gehörte zur US Coast Guard und befand sich auf dem Weg von Curacao nach Antigua. Es gab keine Verluste, 31 Überlebende.

Nach 66 Tagen auf See und zurückgelegten 9.985,5 sm über und 560 sm unter Wasser lief U 161 am 2. April 1942 um 10:30 Uhr wieder in Lorient ein. Es hatte auf dieser Unternehmung fünf Schiffe mit 41.884 BRT sowie einen Leuchtturmtender mit 1.130 t versenkt sowie vier Schiffe mit 30.511 BRT beschädigt.

### Dritte Unternehmung
Das Boot lief am 28. April 1942 um 20:25 Uhr von Lorient aus. U 161 operierte im Westatlantik, der Karibik, vor der brasilianischen Küste bei Port Limon und vor Costa Rica.
- Am 16. Juni 1942 wurde in der Karibik das dominikanische Segelschiff Nueva Altagracia (Lage) mit 30 BRT angehalten und durch Sprengpatronen versenkt. Das Schiff hatte Gemüse geladen und befand sich auf dem Weg nach Aruba. Es gab keine Verluste.

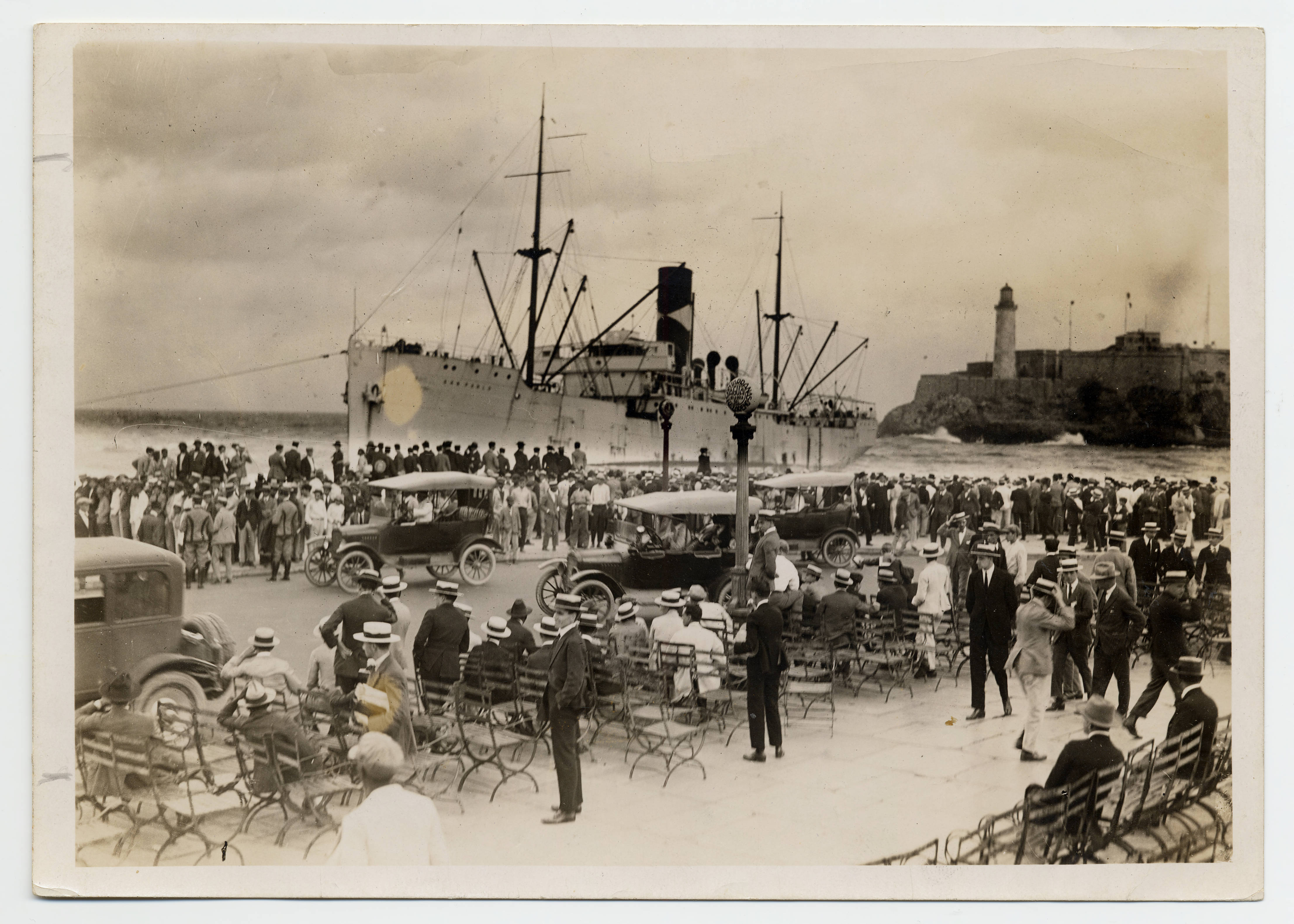
Der United-Fruit-Dampfer „San Pablo“, hier im Dezember 1920 bei der Berührung eines Felsens an der Einfahrt zum Hafen von Havanna

- Am 3. Juli 1942 wurde im costa-ricanischen Hafen Puerto Limón der panamaische Dampfer San Pablo mit 3.305 BRT an der Pier durch einen Torpedotreffer versenkt. Er hatte eine unbekannte Fracht geladen und befand sich auf dem Weg von New Orleans nach Puerto Limón. Es gab 24 Tote. Das Wrack wurde im Januar 1943 gehoben und nach Florida geschleppt, wo es als Zielschiff versenkt wurde.
- Am 16. Juli 1942 wurde im Nordatlantik der US-amerikanische Dampfer Fairport (Lage) mit 6.165 BRT durch vier Torpedos versenkt. Das Schiff hatte 66 Passagiere sowie 8.000 t Kriegsmaterial inklusive Panzer an Bord und befand sich auf dem Weg von New York nach Suez. Es gab keine Verluste, 123 Überlebende.

Auf dem Rückmarsch wurde U 161 am 22. Juli 1942 von U 461 mit 40 m³ Brennstoff versorgt.
Nach 101 Tagen auf See hatte U 161 14.823 sm über und 699,9 sm unter Wasser zurückgelegt und lief am 7. August 1942 um 16:37 Uhr wieder in Lorient ein. Es hatte auf dieser Unternehmung drei Schiffe mit 9.500 BRT versenkt.

### Vierte Unternehmung
Das Boot lief am 19. September 1942 um 18:00 Uhr von Lorient aus. U 161 operierte im Mittelatlantik, vor der afrikanischen Westküste, der Kongo-Mündung, der Goldküste, Südamerika, Pernambuco, Afrika, dem Golf von Guinea und den Kapverdischen Inseln.
- Am 23. Oktober 1942 wurde vor dem Hafen von Pointe-Noire der britische Flugabwehrkreuzer Phoebe mit 5.450 ts durch zwei Torpedotreffer beschädigt. Die Besatzung des Schiffes hatte 57 Tote und 59 Verwundete zu beklagen. Das Schiff wurde schwer beschädigt und war erst im August 1943 wieder einsatzbereit.
- Am 8. November 1942 wurde im Ostatlantik der US-amerikanischen Dampfer West Humhaw (Lage) mit 5.527 BRT durch zwei Torpedos versenkt. Das Schiff hatte 2.515 t Stückgut, 2.000 t Schmieröl und als Decksladung Kabeltrommeln sowie Lastkraftwagen geladen und befand sich auf dem Weg von New York über Trinidad und Freetown nach Takoradi und Lagos. Es gab keine Verluste, 59 Überlebende. Die West Humhaw war mit einer 4-Zoll-Kanone, vier .50-cal- und zwei .30-cal-Maschinengewehren bewaffnet.
- Am 8. November 1942 wurde im Ostatlantik der britische Dampfer Benalder mit 5.161 BRT durch einen Torpedo beschädigt. Er hatte Militärgüter geladen und befand sich auf dem Weg von Freetown nach Takoradi. Es gab sieben Tote und 51 Überlebende.
- Am 29. November 1942 wurde im Mittelatlantik der niederländische Dampfer Tjileboet (Lage) mit 5.760 BRT durch zwei Torpedos versenkt. Das Schiff hatte Nahrungsmittel sowie Munition geladen und war auf dem Weg von Swansea über Belfast-Lough und Bahia, Kapstadt in den Mittleren Osten. Es war ein Totalverlust mit 62 Toten.

Am 9. Dezember 1942 wurde U 161 von U 461 mit 100 m³ Brennstoff versorgt.
- Am 12. Dezember 1943 wurde im Südatlantik südwestlich der Sankt-Peter-und-Sankt-Pauls-Felsen das britische Motorschiff Ripley (Lage) durch drei Torpedos versenkt. Das Schiff unter dem Kommando von S. B. Davis hatte 9.000 t Palmöl, Mahagoniholz sowie Gummi geladen und befand sich auf dem Weg vom Forcados über Duala, Takoradi und Trinidad nach Großbritannien. Es gab keine Verluste, 41 Überlebende.

Nach 112 Tagen auf See hatte U 161 18.850 sm über und 685 sm unter Wasser zurückgelegt und lief am 9. Januar 1943 um 17:00 Uhr wieder in Lorient ein. Es hatte auf dieser Unternehmung drei Schiffe mit 16.284 BRT versenkt.

### Fünfte Unternehmung
Das Boot lief am 13. März 1943 um 17:00 Uhr von Lorient aus. U 161 operierte im Mittelatlantik, westlich der Azoren, der USA-Ostküste, vor Kanada und Halifax.
- Am 19. Mai 1943 wurde im Westatlantik das kanadische Segelschiff Angelus (Lage) mit 255 BRT durch Artilleriebeschuss versenkt. Es hatte 575 Fässer mit Melasse geladen und befand sich auf dem Weg von Barbados nach Halifax. Es gab acht Tote und zwei Überlebende.

Nach 86 Tagen auf See hatte U 161 10.123,1 sm über und 1.485,1 sm unter Wasser zurückgelegt und lief am 7. Juni 1943 um 17:00 Uhr wieder in Lorient ein. Es hatte auf dieser Unternehmung ein Schiff mit 255 BRT versenkt.

### Sechste Unternehmung

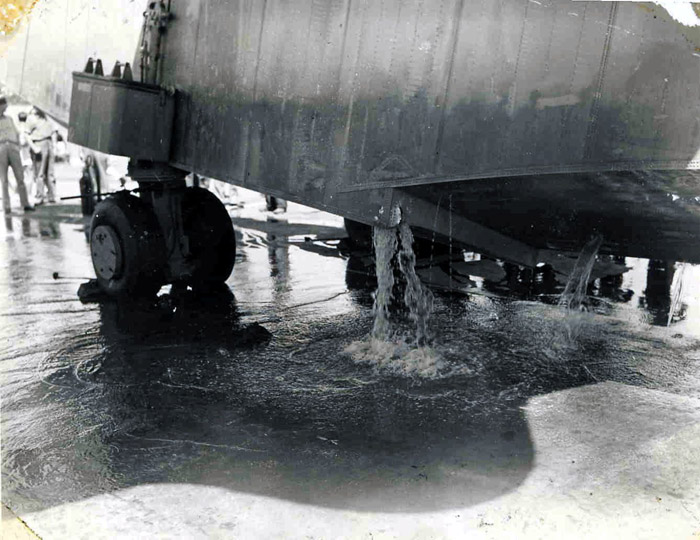
Flaktreffer am heimgekehrten Flugboot nach dem erfolglosen Angriff

Das Boot lief am 8. August 1943 zu seiner letzten Unternehmung von Lorient aus. Kommandant Achilles operierte mit U 161 im Mittelatlantik, nördlich der Azoren, im Südatlantik, vor der brasilianischen Küste und vor Bahia.
Am 20. August 1943 traf sich U 161 westlich der Azoren mit dem japanischen U-Boot I-8 (Deckname „Flieder“) und gab an das U-Boot drei Offiziere, einen Lotsen und ein Funkmessbeobachtungsgerät (FuMB) ab. Das japanische U-Boot hatte die Besatzung für das an Japan abgegebene deutsche U-Boot U 1224 an Bord und befand sich auf dem Weg nach Bordeaux. Ein weiteres Funkmessbeobachtungsgerät vom Typ „Wanze“ wurde an Kommandant Werner Hartmann auf U 198 übergeben. Von diesem Boot übernahm U 161 bei dem Zusammentreffen am 6. September im Südatlantik Treibstoff, da sich U 198 auf der Rückfahrt zu den deutschen Marinestützpunkten in Nordfrankreich befand.
- Am 13. September 1943 wurde U 161 von einem Mariner-Flugboot des Geschwaders Aratu Brazil angegriffen. Es war auf einer Entfernung von 38 Meilen (68 km) bei einer Flughöhe von 4500 Fuß (1500 m) vom Bordradar des Flugboots geortet worden. Das Flugboot flog zwei Angriffe mit insgesamt acht Wasserbomben. Am U-Boot konnten keine Schäden beobachtet werden. Jedoch wurde das Flugboot beim Angriff in 50 m Höhe von der Flak erheblich beschädigt. Zwei Besatzungsmitglieder wurden dabei schwer verletzt. Der Pilot wurde von der Stärke der Flak dieses neuen U-Boot-Typs überrascht. U 161 hatte im Wintergarten eine 20-mm-Vierlingslafette sowie zwei 37-mm-Kanonen. Durch Ausrichten des Hecks des U-Boots auf den angreifenden Flieger hatten alle drei Flak maximales Schussfeld und konnten das Flugboot mit ihren sechs Rohren gleichzeitig bekämpfen. Später wurde die Wirkung der 37-mm-Geschosse als verheerender als die der 20-mm-Projektile notiert.[2]
- Am 20. September 1943 wurde im Südatlantik der britische Dampfer St. Usk (Lage) mit 5.472 BRT durch Torpedo versenkt. Er hatte 6.883 t Reis, Fleischkonserven sowie Baumwolle an Bord und befand sich auf dem Weg vom Rio Grande und Rio de Janeiro über Freetown nach Hull. Es gab keine Verluste, 47 Überlebende.
- Am 26. September 1943 wurde im Südatlantik der brasilianische Dampfer Itapagé (Lage) mit 4.998 BRT durch Torpedo versenkt. Er hatte 600 t Stückgut an Bord und befand sich auf dem Weg von Rio de Janeiro nach Pernambuco. Es gab 20 Tote und 77 Überlebende.

Die Itapagé war das letzte von U 161 versenkte Schiff. Insgesamt waren bei der Offensive im Monat August im Rahmen der Fern-Einsätze der deutschen U-Boote drei alliierte Handelsschiffe versenkt worden, während vier deutsche U-Boote verloren gingen. U 161 wurde am 27. September 1943 vor der brasilianischen Küste von einem US-amerikanischen Flugboot versenkt.

## Verbleib

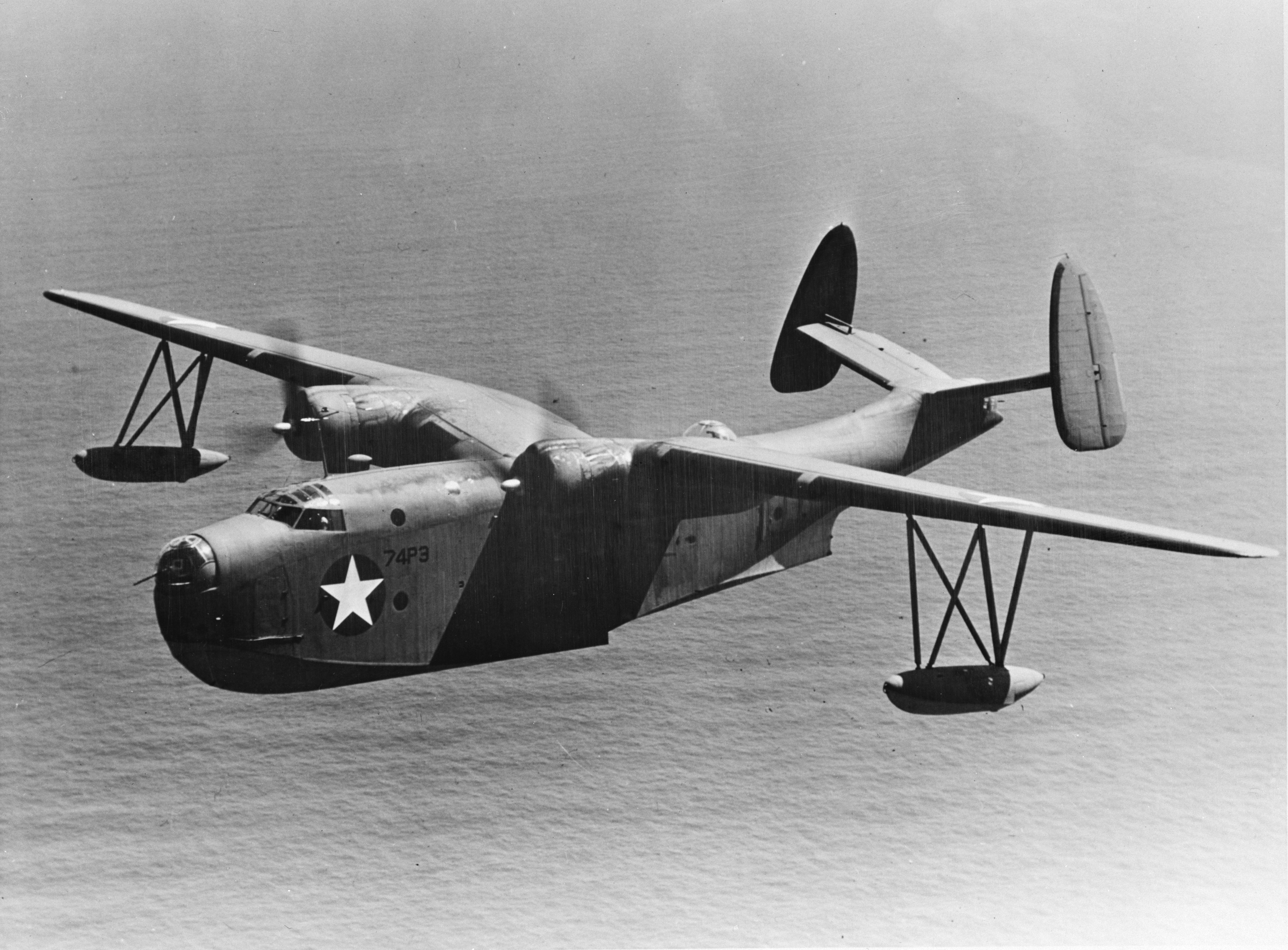
Ein Flugboot der U.S. Navy vom Typ Martin PBM Mariner, 1942

U 161 wurde am 27. September 1943 vor der brasilianischen Küste bei Bahia auf der Position 12° 30′ S, 35° 35′ W im Marine-Planquadrat FJ 9459 durch die Martin PBM Mariner P-2 der US-Navy Squadron VP-74 versenkt. Es war ein Totalverlust mit 53 Toten.